# Premio Fundación Empresas Polar Lorenzo Mendoza Fleury
El Premio Fundación Empresas Polar "Lorenzo Mendoza Fleury" es el premio científico más importante que otorga el sector privado en Venezuela y está dirigido a científicos venezolanos que han mostrado un talento, creatividad y productividad sobresaliente en las ciencias naturales.

## Historia
El premio fue creado en 1982 por la "Fundación Empresas Polar" en honor al fundador de Empresas Polar, La primera edición del premio fue en 1983, y desde entonces se ha entregado cada dos años a cinco científicos venezolanos de las áreas de biología, física, matemáticas y química, u otras disciplinas. 
Entre 1983 y 2017 ha habido 90 galardonados, incluyendo 15 mujeres, en las especialidades de biología (32), física (21), matemáticas (18) y química (18).
Los galardonados provienen de las siguientes instituciones:
- Instituto Venezolano de Investigaciones Científicas (IVIC): 31
- Universidad Central de Venezuela (UCV): 18
- Universidad de Los Andes (ULA): 17
- Universidad Simón Bolívar (USB): 13
- Centro de Investigaciones de Astronomía (CIDA): 4
- Universidad de Oriente (UDO): 2
- Universidad de Carabobo (UC): 1
- IBM: 1
- Intevep: 1
- Universidad del Zulia (LUZ): 1
- Instituto de Estudios Avanzados (IDEA):[6] 1

## Lista de galardonados

### 1983
- José Luis Ávila Bello
- Reinaldo Di Polo
- Carlos Di Prisco
- Heinz Krentzien
- Miguel Octavio

### 1985
- Miguel Alonso
- Rodrigo Arocena
- Luis Herrera Cometta
- Klaus Jaffe
- Ernesto Medina

### 1987
- Gustavo Bruzual
- Nuria Calvet Cuni
- Carlos Caputo
- Gerardo Mendoza
- Gustavo Ponce

### 1989
- Rafael Apitz
- Julio Fernández
- Claudio Mendoza
- Manuel Rieber
- Roberto Sánchez Delgado

### 1991
- Anamaría Font Villarroel
- Narahari Joshi
- Leonardo Mateu
- Raúl Padrón
- Carlos Schubert

### 1993
- Miguel Méndez
- Ernesto Medina D.
- Leonardo Enrique Mora
- Fernando Ruette
- Benjamín Scharifker

### 1995
- Luigi Cubeddu
- Luis Hernández
- Ferdinand Liprandi
- Alejandro Müller
- Hebertt Sira

### 1997
- José Rafael León R.
- Carlos G. Rincón Ch.
- Egidio L. Romano R.
- Antonio R. Tineo Bello
- Julio A. Urbina R.

### 1999
- Luis Báez Duarte
- Wilmer Olivares Rivas
- Álvaro Restuccia Núñez
- Bernardo Rodríguez Iturbe
- Víctor Villalba Rojas

### 2001
- Anwar Hasmy
- Hugo Leiva
- Jesús A. León
- Vladimiro Mujica
- Irene Pérez Schael

### 2003
- Sócrates Acevedo, químico
- Yosslen Aray, química
- Jesús González, físico
- José Rafael López Padrino, médico
- Lázaro Recht, matemático

### 2005[7]
- Manuel Bautista, física
- Pedro Berrizbeitia, matemática
- José Bubis, biología
- José Luis Paz, química
- Félix J. Tapia, biología

### 2007[8]
- Carlos Uzcátegui, matemática
- María Antonieta Sobrado, biología
- Alejandra Melfo, física
- Gustavo Benaím, biología
- Juan Anacona, química

### 2009[9]
- Mireya Rincón de Goldwasser, química
- Stefania Marcantognini, matemática[10]
- Flor Hélène Pujol, biología
- Anna Katherina Vivas Maldonado, astrofísica
- Juan B. De Sanctis, bioquímica

### 2011[11]
- Carenne Ludeña Cronick, matemática
- César Briceño Ávila, física
- César Lodeiros Seijo, biología
- Joaquín Brito Gonzálvez, química
- Luis Rincón Hernández, química

### 2013[12][13][14]
- Trino Baptista, biología
- Ismardo Bonalde, física
- Jimmy Castillo, química
- Jon Paul Rodríguez, biología
- Víctor Sirvent, matemática

### 2015[15]
- Mario Cosenza (física, ULA)
- Liliana López (química , UCV)
- Patricia Miloslavich (biología, USB)
- Ramón Pino (matemática, ULA)
- Fermín Rada (biología, ULA)

### 2017[5]
- Rafael Almeida (química , ULA)
- Gloria Buendía (física, USB)
- Yamilet Quintana (matemática, USB)
- Pedro Rada (biología, ULA)
- Wilmer Tezara (biología, UCV)

### 2019[16]
- María Eugenia Grillet (biología, UCV)
- Henryk Gzyl (matemáticas/física, UCV/IESA)
- Jafet Nassar (biología, IVIC)
- Alberto Paníz-Mondolfi (medicina, Instituto de Investigaciones Biomédicas de Cabudare)